# Proporus bermudensis
Proporus bermudensis is een soort uit de familie Proporidae, die behoort tot de onderstam Acoelomorpha. Een kenmerkende eigenschap van de Proporus bermudensis is dat hij tweeslachtig is, maar geen gonaden heeft. In plaats daarvan plant hij zich voort door middel van gameten, die hij produceert uit mesenchym. Verder heeft het dier geen darmen. 
De wormachtige diertjes leven in zee, tussen sedimentair gesteente. Proporus bermudensis werd in 2002 voor het eerst wetenschappelijk beschreven door Hooge & Tyler. 